# 호조 우지나오

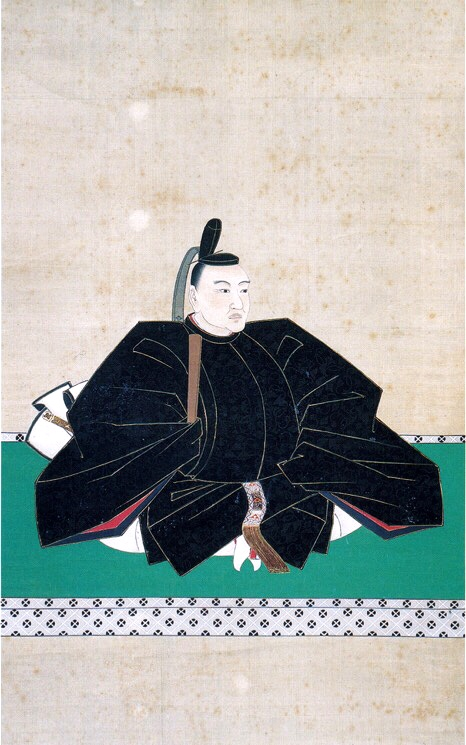
호조 우지나오

호조 우지나오(일본어: 北条氏直, 1562년 ~ 1591년 12월 19일)는 센고쿠 시대부터 아즈치모모야마 시대에 걸쳐 살았던 무장이자 사가미의 센고쿠 다이묘로, 오다와라성의 성주였다. 고호조씨의 제5대 당주이기도 하다.

## 생애

### 가독 상속
1562년(에이로쿠 5년), 고호조 씨 제4대 당주 호조 우지마사의 차남으로 오다와라 성에서 태어났다(형은 요절했다). 어머니는 다케다 신겐의 딸로, 우지마사의 정실인 오바이인이다. 아명은 구니오마루(国王丸), 통칭을 신쿠로(新九郎)라 했다.
다케다 신겐의 스루가 침공으로 몰락한 이마가와 우지자네의 양자가 되어 가독을 상속해, 장래의 스루가 영유권을 얻는다(그러나 실현되지 않았다). 1577년(덴쇼 5년) 3월에 원복(元服)하여, 고가 구보 아시카가 요시우지에게 처음으로 서장을 보냈다. 12월에 가즈사에 초진(初陣)했다. 이 전투는 우지마사·우지나오가 우세하게 이끌고 간 전투라 여겨지며, 사토미 요시히로와 화목하고, 우지마사의 딸이 사토미 요시요리에게 시집가는 것으로 호조 씨와 사토미 씨는 연래의 적대관계에서 벗어나 동맹관계에 들어갔다.
1580년(덴쇼 8년) 9월, 아버지의 은거로 가독을 이어 호조 가의 제5대 당주가 된다. 그러나 이것은 우지마사가 오다 노부나가와 동맹을 맺고, 우지나오와 노부나가의 딸의 혼인을 성사시킴으로써 한층 동맹을 강화하여 다케다 가쓰요리와의 전투를 유리하게 이끌기 위했던 것으로, 실권은 아직 아버지 우지마사가 장악하고 있었다.

### 다케다 씨의 영지를 둘러싼 분쟁
1581년(덴쇼 9년), 다케다 가쓰요리와 미시마(三島)에서 싸웠지만, 결착이 나지 않은 채 끝났다.
1582년(덴쇼 10년) 3월, 오다 노부나가의 침공으로 다케다씨가 멸망하고(다케다 정벌), 가이의 영지는 가와지리 히데타카, 시나노의 일부와 고즈케의 서부는 다키가와 이치마스에게 주어졌는데, 이치마스는 간토 간레이를 자칭했다. 그러나 6월에 노부나가가 혼노지의 변으로 횡사한다. 이후 가이의 가와지리 히데타카가 토호의 잇키로 살해되고 가이가 주인 없는 땅이 되자, 우지나오는 4만 3천이라는 대군으로 가즈사 침공을 개시하여, 7월 5일에는 구라가노(倉賀野, 군마현 다카사키시)에 진출한다. 혼조에 본영을 두고 도미다(富田), 이시가미(石神)에 포진하다가, 7월 7일에는 가나쿠보 성(金窪城)에서 다키가와 군과 격돌했다. 초전에서는 선봉이 패퇴했지만, 7월 8일의 간나가와 전투에서 우지나오 본군이 이치마스 군에게 승리했다. 그리고 패주하는 이치마스를 쫓아 가즈사에서 시나노로 침공하여 사쿠·지사가타군을 지배하에 넣고, 스와로 진군하여 다시 기소 요시마사와 연락을 취해 시나노의 중앙부를 제압했다. 8월에는 가이에 침공해 온 도쿠가와 이에야스 군과 가이 와카미코(若神子)에서 대진했다. '가이는 조부(다케다 신겐)의 옛 영국(領国)'이라고 하여 영유를 강하게 바라는 우지나오와, 도쿠가와 군과의 대진은 80일간에 달했지만(덴쇼 진고의 난), 이치마스 패퇴 후에 호조를 섬기고 있던 사나다 마사유키가 이반하고, 별동대 호조 우지타다가 가이 구로코마(黒駒)에서 도쿠가와 측의 히라이와 지카요시에게 패퇴하자 전선은 교착되었다. 그 후 오다 노부카쓰, 노부타카의 조정도 있어, 11월 21일, 가즈사는 호조, 가이와 시나노는 도쿠가와가 영유하고, 이에야스의 딸이 우지나오에게 시집가는 것으로 양군의 화목·동맹이 성립한다. 그리고 이 결과로 1583년(덴쇼 11년) 9월 30일, 이에야스의 딸 도쿠히메가 우지나오에게 시집갔다.

### 오다와라 전투에서 최후까지
이에야스와 동맹을 맺은 후, 우지나오는 시모쓰케·히타치 방면을 침공하여 세력을 확대하고, 사타케 요시시게와 유키 하루토모, 오타 스케마사 등을 압박했다.
그러나 중앙에서 노부나가의 사후, 그의 중신이었던 도요토미 히데요시가 대두하자, 간토 소부지레이가 발령되어 사적인 전투가 금지되었다. 이 때문에 우지나오는 히데요시와의 전투를 의식하여 1587년(덴쇼 15년)부터 군비 증강에 힘썼다. 한편으로 히데요시의 실력도 인식하고 있어서, 1588년(덴쇼 16년) 봄에는 이에야스의 중개도 얻어, 9월에 숙부 우지노리를 상락시켜서, 히데요시와의 교섭에 임했다.
그러나 1589년(덴쇼 17년) 히데요시의 누마타(沼田) 재정(裁定)에 의한 누마타 수취 후에, 이노마타 구니노리가 사나다 마사유키의 지성 나구루미 성 탈취 사건이 일어나, 이것이 소부지레이 위반이 되어 히데요시와의 관계는 사실상 파탄났다. 이에 대해 우지나오는, 나구루미 성은 호조가 빼앗은 것이 아니며 이미 사나다에 반환했던 점과, 이 건에 대해서 사나다 측의 나구루미 성 성주라고 생각되는 나카야마(中山)의 문서를 진상하여 진리를 구명하기를 원하는 뜻을 히데요시의 측근인 쓰다 노부카쓰(津田信勝), 도미타 도모노부(富田知信)에게 변명함과 동시에, 도쿠가와 이에야스에게도 중재를 의뢰했다. 그런데 이에야스는 히데요시로부터 오다와라 정벌에 관한 군의에 출석할 것을 요청받았기 때문에 이미 상락해 있어서, 이에야스에의 의뢰가 결실을 맺지는 못했다.
1590년(덴쇼 18년)부터 히데요시에 의한 오다와라 정벌이 시작되었다. 우지나오는 이에 대해 영국 내에 동원령을 내림과 동시에, 오다와라 성을 시작으로 하여 각 지성을 수축하고, 야전의 경우를 상정하여 4월에 하코네 뵤부야마(屏風山) 등의 진지를 순찰했다. 그러나 야마나카 성의 함락으로 결국 오다와라 성에서 농성하게 된다. 5월부터 3개월간 농성한다. 그러나 히데요시의 대군에 의한 오다와라 성의 완전 포위, 수군에 의한 봉쇄, 지성의 함락 등에 더해 중신 마쓰다 노리히데의 서자 가사하라 마사하루(笠原政晴)가 히데요시에 내응했던(우지나오가 사전에 마사하루를 재판했다) 것 등으로, 7월 31일에는 화의를 맺기로 결의한다. 8월 4일에 히데요시 측의 무장 다키가와 가쓰토시의 진소로 향하여, 우지나오 자신이 할복하는 것으로 장병의 구명을 청하고 히데요시에게 항복했다.
그렇지만 히데요시는 우지나오의 제의에 대해, 우지마사·우지테루 및 슈쿠로(宿老)인 다이도지 마사시게·마쓰다 노리히데에게 할복을 명했다. 우지나오는 도쿠가와 이에야스의 사위였기 때문에 구명되었다. 8월 10일에 우지마사·우지테루가 할복한다. 8월 11일에 우지나오는 기이 고야산에 오를 것을 결정하고, 20일에 우지후사·나오시게·나오사다·우지노리·우지타다·우지미쓰 등의 일문(一門) 및 마쓰다 나오히데(松田直秀)·야마카쿠 나오시게(山角直繁)·도야마 나오요시(遠山直吉)·야마가미 히사타다(山上久忠) 등의 가신을 이끌고 오다와라를 나와, 9월 18일에 고야산에 도착했다. 그 후, 다카무로인(高室院)에서 근신 생활을 하며, '겐쇼사이(見性斎)'라 칭한다.
1591년(덴쇼 19년) 1월부터 우지나오는 사면 활동을 개시하여, 2월에는 히데요시로부터 장인 이에야스에게 사면이 통지되었다. 6월 하순에는 오사카에서 과거 오다 노부카쓰의 저택을 받고, 10월 5일에는 히데요시와 대면하여 정식으로 사면을 받고 가와치 및 간토에 1만 석을 받는 도요토미의 다이묘로서 부활했다. 이어 오다와라에 거주하고 있던 도쿠히메도 10월 13일에 오사카에 도착했다. 이후 가신에게 영지를 할당하고 근신 중의 빚을 정리를 행했지만, 동년 12월 19일 오사카에서 병사했다. 다몬인 일기(多門院日記)에 의하면 사인은 천연두라고 한다. 향년 30세. 우지나오 사후, 우지노리의 적자인 우지모리가 우지나오의 영지 내 4천 석을 상속하고, 1598년(게이초 3년)에 우지노리(가와치 호조 가문 초대 당주)의 뒤를 이어 1만 1천 석의 다이묘가 되어, 호조 종가는 단절했지만 분가인 가와치 호조 가문의 제2대 당주 우지모리가 우지나오의 양자로서 가와치 사야마 번의 번주가 되어 가와치 호조 가문은 현대에도 존속하고있다.
우지나오에게는 딸이 두 명 있었지만, 장녀는 요절했고, 차녀는 이케다 도시타카와 약혼했지만 1602년(게이초 7년)에 17세로 병사했다.

## 참고 문헌
- 《後北条氏家臣団人名辞典》東京堂出版, 2006년, ISBN 4-490-10696-3[쪽 번호 필요]